# Kaline-Tsar
 (octobre 2017).
Kaline-Tsar (en russe : Калин-царь) est un empereur légendaire de la Horde d'or tatare qui apparaît dans les récits épiques des bylines du Cycle de Kiev ; son nom y est généralement assorti d'épithètes peu flatteuses, tels que : « infidèle, chien, voleur, maudit ».

## La légende
Kaline assiège Kiev avec quarante tsars, quarante rois, disposant chacun de quarante mille hommes, et envoie par un messager une lettre au prince Vladimir pour lui enjoindre de livrer la ville sans combattre. Vladimir, accablé, fait appel à Ilya Mouromets qu'il avait pourtant enfermé et croyait mort, mais que la fille de Vladimir avait nourri en secret.
Ilya va au-devant de Kaline avec des présents, pour lui demander un délai de préparation à la guerre ; devant le refus de celui-ci, il commence à massacrer son armée. Les Tatars ont creusé des tunnels de sape, dans lesquels Ilya tombe avec son cheval. L'ayant capturé et ligoté, les Tatars l'amènent à Kaline, qui lui offre de se mettre à son service en le comblant de richesses. Ilya refuse avec morgue, et Kaline ordonne de le supplicier avec des flèches dont la pointe a été rougie au feu. Mais Ilya, s'étant libéré de ses liens avec l'aide de deux anges, empoigne un Tatar et, le faisant tournoyer, se fraie un passage à travers le camp tatar. Il fait ensuite appel à treize bogatyrs qui l'aident à anéantir l'armée ennemie. Kaline s'enfuit honteux et renonce à marcher sur la Rus' (selon d'autres versions, il est tué, ou doit payer un tribut à ses vainqueurs).
Parfois dans le rôle de Kaline on rencontre Mamaï. Les légendes faisant mention de Kaline comptent au nombre de celles qui témoignent clairement des relations qui existaient entre la Rus' de Kiev et les Tatars.

## Légende et faits historiques
Le Dictionnaire étymologique de la langue russe de Max Vasmer rapproche le nom de Kaline d'un sobriquet signifiant « le gros » en langues turques. Il est possible qu'il ait existé un prototype historique de ce personnage, mais il n'y a pas de consensus à ce sujet.
Selon Bailey et Ivanova (voir Liens externes), la légende a été rapprochée de la bataille de 1223 entre Slaves et Tatars sur la rivière Kalka, ou avec celle de Koulikovo en 1380, impliquant le tsar Mamaï. Elle peut aussi faire référence à des luttes antérieures avec les Khazars, les Pétchenègues ou les Polovtses.